# Luís Carlos Almeida da Cunha
Luís Carlos Almeida da Cunha (nascut a Praia, Cap Verd, el 17 de novembre del 1986), més conegut com a Nani, és un futbolista portuguès que actualment juga de mig-ofensiu o extrem a la SS Lazio, cedit pel València CF. Nani també juga per la selecció de Portugal des del 2006.

## Trajectòria

### Sporting de Lisboa
Nani va anar a l'Sporting de Lisboa des del seu primer club, el Real Massamá. Després de dues temporades en l'equip juvenil, on va guanyar el Campionat Nacional Juvenil el 2004-05, Nani va ser ascendit al primer equip a principis de la temporada 2005-06. El 10 d'agost de 2005, Nani va fer el seu debut a l'Sporting, en entrar com a substitut de Custódio al minut 73 en una derrota a casa per 1-0 contra l'Udinese en partit de classificació per a la tercera ronda de la Lliga de Campions de la UEFA. Nani va fer el seu debut a la Lliga portuguesa el 28 d'agost, en substitució de Deivid en el minut 76 de la victòria 1-2 sobre el CS Marítimo a l'Estadi dos Barreiros. Nani va marcar el seu primer gol amb l'Sporting el 30 d'octubre, obrint el marcador en un 2-2 lluny de Boavista. Nani va posar fi a la primera temporada de la seva carrera amb 36 aparicions i cinc gols en totes les competicions.
Nani primer va entrar al centre d'atenció després d'anotar en la Lliga de Campions contra el Spartak de Moscou, va fer del Sporting en un empat 1-1 Fase de Grups el 27 de setembre de 2006. Nani ajudat Sporting guanyar la Copa de Portugal 2006-07, aixecar el trofeu després d'una 1- 0 guanyar-se a Belenenses, el 27 de maig de 2007 en la final. Després Nani va ser nomenat com el SJPF Jugador Jove del Mes de maig de 2007.

#### Sporting de Lisboa (cessió)
El 19 d'agost del 2014, Sporting de Lisboa va anunciar el retorn de Nani al club en un préstec durant tota la temporada del Manchester United FC, com a part d'un acord que va portar a Marcos Rojo al Manchester United FC. Li van donar la samarreta número 77.
Nani va fer la seva reaparició en José Alvalade en un partit de Lliga davant l'Arouca, quatre dies després de la signatura. Ell va fallar un penal, va rebre una targeta groga i va ser substituït en el minut 77, ja que el partit va acabar en una victòria per 1-0 pel Sporting. Va marcar el seu primer gol d'aquest préstec el 17 de setembre, l'obertura d'un empat 1-1 davant el NK Maribor en el primer partit de la fase de grups de la Lliga de Campions. També va ser votat Jugador del Partit. Nani va marcar el seu primer gol en la lliga per al club quatre dies més tard en la victòria per 4-0 davant el Gil Vicente FC.
El 3 de gener del 2015, Nani va ser expulsat per doble amonestació en el triomf 3-0 sobre Estoril.
Nani va marcar en la victòria per penals del Sporting sobre el SC Braga en el 2015 Copa de Portugal final, que va guanyar el club el seu primer trofeu des de 2008.

### Manchester United

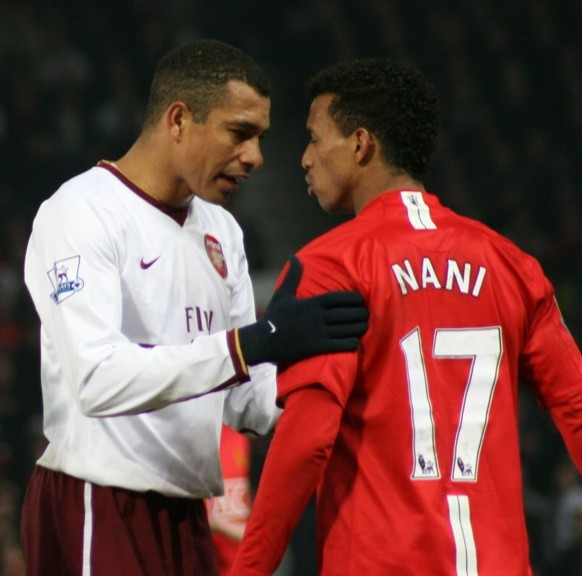
Nani al costat de Gilberto Silva.

Nani jugant amb Manchester United FC.

Nani va ser venut al manchester United per ? 25,5 milions, i cinc per cent dels quals es va pagar al Real Massamá, el seu primer club professional. Ell va passar el reconeixement mèdic el 6 de juny de 2007, i va signar un de cinc anys de contracte d'un mes després, unint-se al seu compatriota portuguès Cristiano Ronaldo - amb qui va viure durant un temps en l'inici de la seva carrera en el club.
Nani va marcar en el seu debut en un amistós de pretemporada contra el Shenzhen, amb la victòria per 6-0. També va marcar en el següent partit contra el Guangzhou Pharmaceutical amb un xip en el pal dret des del costat esquerre de l'àrea penal en la victòria per 3-0. El 5 d'agost de 2007, Nani va fer el seu debut competitiu d'Estats, d'entrar com a substitut en la Community Shield contra el Chelsea FC. Va marcar el seu debut amb un trofeu després de guanyar per 3-0 en els penals, després d'empatar 1-1 en el temps normal. Això va ser seguit pel tercer gol de Nani per al club tres dies després, quan va marcar contra Glentoran en una altra victòria per 3-0 de pretemporada.
El 22 d'agost de 2010, Nani va fallar un penal en el minut 87 de distància al Fulham, i després va empatar dos minuts més tard a través de Brede Hangeland per acabar el joc 2-2. Sis dies més tard, en una victòria per 3-0 sobre el West Ham, Nani va marcar el seu primer gol de la temporada i va ajudar a Dimitar Berbatov.
Nani va marcar i assistit Michael Owen en un 2-2 lluny arrossegar al Bolton Wanderers el 26 de setembre.
El 16 d'octubre, Nani va marcar el segon del United en l'empat 2-2 a casa davant el West Bromwich. Quatre dies després, Nani va marcar el seu primer gol de la Lliga de Campions de la temporada, marcant el solitari gol en la victòria per 1-0 a casa davant el Bursaspor.
Nani va començar la nova temporada, posant en un home del rendiment en els partits i va marcar dos gols contra el derby de Manchester City FC en la Community Shield 2011, incloent un guanyador al 94to minut, va provenir de dos gols en contra per guanyar 3-2 el 07 d'agost 2011. Ell va marcar el seu primer gol en la lliga de la temporada 2011-12 per la compensació cinquè gol del United en la victòria 8-2 sobre l'Arsenal FC el 28 d'agost. Nani va fer el seu partit nombre 100 en la Premier League el 18 de setembre, i es va marcar en la victòria per 3-1 a casa davant el Chelsea FC. Va marcar amb un tret a llarga distància després de tallar a l'interior de la banda dreta. També va ser guardonat amb l'home del partit. En següent partit de lliga del United en l'estadi Britannia, Nani va marcar el seu tercer gol de la temporada en l'empat 1-1 amb el Stoke City.
El 5 de setembre de 2013, Nani va renovar el seu contracte amb el Manchester United FC, que ho mantindrà en el club fins a 2018. Va començar el seu primer partit de la temporada 2013-14 contra el Liverpool en la Copa de la Lliga. Malgrat això, Nani va passar la major part de la temporada lluitant contra les lesions i tractant de trobar la forma.

### Fenerbahce Spor
El 6 de juliol de 2015, Nani va fitxar pel club turc Fenerbahçe Spor Kulübü per un preu de 4,25 milions de lliures.

## Internacional
Nani va fer la seva primera aparició per a l'equip portuguès l'1 de setembre de 2006, en un amistós davant Dinamarca i va marcar un gol, no obstant això els portuguesos van ser derrotats 4-2. Va jugar la Classificació per l'Eurocopa 2008 jugant davant Polònia i Sèrbia.
Nani era un membre regular de la selecció de Portugal en la classificació de l'Eurocopa 2008, va marcar un dels gols en la victòria 2-1 sobre Bèlgica el 2 de juny de 2007. Nani va ser convocat per Luiz Felipe Scolari per la Euro 2008 al costat del seu company del Manchester United FC, Cristiano Ronaldo. Durant la campanya Nani va jugar tres partits encara que va ser titular solament en un, davant Alemanya, va proporcionar una assistència a Hélder Postiga no obstant això va ser insuficient per evitar la derrota 3-2 i l'eliminació del seu equip.
Nani va marcar el seu quart gol amb la seva selecció en la Classificació d'UEFA per a la Copa Mundial de Futbol de 2010 amb una victòria de 5-0 sobre les Illes Faroe el 20 d'agost de 2008.
L'1 de juny de 2010, Nani va marcar el tercer de Portugal en la victòria per 3-1 sobre Camerun. Després d'aquest joc Nani va ser nomenat com un dels 23 jugadors convocats per Carlos Queiroz per al Mundial.
El 8 de juny de 2010, Nani va ser descartat de la Copa Mundial de Futbol de 2010 a través d'una lesió en l'espatlla i va ser substituït pel migcampista del Benfica, Rúben Amorim.
Nani va ser convocat per jugar la Euro 2012. El 27 de juny de 2012, Portugal enfronto a Espanya en les semifinals, el resultat va ser 0-0. En la tanda de penals Nani va marcar el tercer gol. No obstant això Cesc Fàbregas va marcar el gol de penal d'Espanya i Portugal va quedar eliminat.
Després de ser descartat per una lesió per Sud-àfrica 2010, el tècnic de Portugal Paulo Bento va incloure a Nani en la llista dels 23 per disputar la Brasil 2014.